# 베트남 주둔 중화민국 군사고문단
베트남 주둔 중화민국 군사 고문단(중국어: 中華民國駐越軍事顧問團, 영어: Republic of China Military Advisory Group, Vietnam, 베트남 군사원조사령부 약칭 "ROCMAGV")은 중화민국이 베트남 전쟁 때 베트남 공화국(남베트남)에 파견된 군사 지원단을 말하며, 중화민국의 베트남 지원 부대 중 하나에 속한다.
중화민국 정부의 군사원조는 크게 4단계로 나눌 수 있는데, 각각 "규산군관단", "군사고문단", "베트남 주둔군 지원단", "건설고문단"이 그것이다. 베트남에 대한 군사원조의 내용은 정치 작전장교 배치와 훈련, 무장 배치와 군사 훈련, 해군 및 공군의 근무지원, 특수작전 부대 지원 등이 있었다.
당시 다른 베트남 원조국과 비교했을 때, 베트남 원조에 대한 중화민국의 태도는 가장 "적극적"이라고 할 수 있지만, 미국의 억제를 가장 많이 받았다. 당시 중화민국이 제시한 각종 파병 군사 지원 행동 계획은 모두 미국의 경계심을 불러일으켰다. 중화민국 총통이었던 장제스는 베트남 전쟁을 통해 동남아시아를 경유하여 중화인민공화국에 반격하고자 하는 희망이 있었지만, 미국의 억제로 베트남전에서의 중화민국 국군의 영향은 제한적이었다.

### 내용주
1. ↑  이 시기 중화민국은 현재 미국의 비밀해제문서에서 GRC(Government of Republic of China)로 칭하고, 같은 시기 중화인민공화국은 Chicom(Chinese Communists)으로 칭하며, 이하 '월방(越方)'이라 함은 당시 중화민국과 수교하여 사이공을 수도로 정한 베트남 공화국을 말한다.

### 참고 문헌
- 越戰期間中華民國對越之軍援關係 보관됨 2021-03-19 - 웨이백 머신-黃宗鼎，中央研究院近代史研究所集刊第79期，2013年3月，頁137-172。틀:Zh-tw
- 1964年東京灣事件，黃詩雯，2006。틀:Zh-tw
- 越南海燕特區-數位典藏與學習聯合目錄 보관됨 2021-03-19 - 웨이백 머신中製新聞片，034卷。틀:Zh-tw
- 1945-70年代初南越華人之政治景況 보관됨 2013-09-27 - 웨이백 머신，黃宗鼎，南方華裔研究雑志第四卷, 2010 。틀:Zh-tw
- 台湾与越战———一场充满悖论的历史遭遇 보관됨 2013-10-04 - 웨이백 머신，陈长伟，《国际政治研究》季刊，2013年第2期。틀:Zh-cn
- 美國在艾森豪總統時期（1953-61）的對台政策 보관됨 2022-04-11 - 웨이백 머신，施正鋒，「1940、1950年代的台灣」國際學術研討會，2009。틀:Zh-tw

### 관련 서적 및 문서
- Allied Participation in Vietnam CHAPTER V The Republic of China（英文，可略知當時參與援助南越的國家）
- Republic Of China’s MAAG Helpjng Vietnam Establish Psy-War System（英文）
- 보관됨 2022-04-29 - 웨이백 머신有過去國軍各政戰特遣隊之臂章
- 被遺忘的越戰創傷──1967年台灣西貢使館被炸始末，高智陽，《全球防衛雜誌》第265期，2006年9月。
- 王炳勳先生訪談 보관됨 2019-05-04 - 웨이백 머신，博訊網，2013-03-29。
- 趙知遠將軍訪談 보관됨 2019-05-04 - 웨이백 머신，博訊網，2013-03-29。

## 같이 보기
- 베트남 전쟁